# Reuzenpissebed
De reuzenpissebed (Bathynomus giganteus) is een van de bijna twintig soorten van pissebedden (kreeftachtigen) uit het geslacht Bathynomus. 
Vermoedens bestaan dat deze dieren in grote aantallen leven in diepe, koude delen van de Atlantische Oceaan. Het is de grootste bekende pissebed en dit verklaart dan ook de Nederlandstalige naam.

## Omschrijving
De reuzenpissebed kan tot 46 centimeter lang worden. De soort komt alleen voor op de bodem van tropische zeeën tussen 300 en 2100 meter diepte. Het dier eet vis, garnalen en wormen.

## Ontdekking
De Franse zoöloog Alphonse Milne-Edwards beschreef de soort voor het eerst in 1879, nadat hij in de Golf van Mexico een mannelijk exemplaar opviste. Deze ontdekking was van grote betekenis in die tijd: er leefde een idee dat in de diepe, koude wateren geen levende wezens te vinden waren. Deze theorieën waren tot dan toe alleen door de onderzoeker sir Charles Wyville Thomson tegengesproken. Het duurde tot 1891 voor het eerste vrouwelijke dier werd opgevist.

## Relatie tot de mens
Commerciële visserijen zijn de reuzenpissebedden liever kwijt dan rijk. Ten eerste worden, door de huidige vistechnieken, de schalen van de dieren te erg beschadigd om ze als versiering te verkopen. Ten tweede kunnen de reuzenpissebedden enorme schade aanrichten aan de visvangst. Vanaf het moment dat ze met de vissen in een net vastzitten, beginnen ze om zich heen te bijten en vernielen zo de vangst. 
In Taiwan en enkele andere landen worden ze weleens aangetroffen op het menu van een visrestaurant. Het witte vlees is vergelijkbaar met dat van krab of kreeft en kan makkelijk verwijderd worden als het dier gekookt en lateraal opengesneden geserveerd wordt. In de Verenigde Staten is de reuzenpissebed te zien in verschillende openbare aquaria. In Nederland zijn er enkele tientallen in het bezit van Naturalis.
Tot eind december 2012 was het dier te zien bij het televisieprogramma SeaLife.